# Kompyang
El kompyang es un panecillo con cebolla que suele comerse cuando aún está caliente. Es popular en las ciudades malayas de Sitiawan, Sibu, Ayer Tawar y otras, donde la comunidad china dominante procede de Fuzhou, capital de la provincia china de Fujian. De aquí procede también la receta.
Según la leyenda, el kompyang fue bautizado en honor de Qi Jiguang. Cuando este llevó sus tropas a Fujian en 1562, los piratas japoneses, temerosos, se enzarzaron principalmente en batallas de guerrilla. Para permitir que las tropas de Qi Jiguang marchasen varios días en pos del enemigo, los habitantes de Fujian hornearon para ellos pasteles con forma de disco del tamaño aproximado de la palma de una mano. En su centro se hicieron agujeros para que pudieran atarse fácilmente y transportarse cómodamente. Más tarde, para conmemorar la victoria de Qi Jiguang sobre los piratas, los pasteles fueron bautizados guang bing.
El kompyang se hace con manteca de cerdo, cebolla, sal y harina. Las bolas de masa se rellenan de otros ingredientes al gusto y se aplanan con un rodillo. Suele usarse carne, aunque no siempre, para el relleno. Las piezas planas se meten en los laterales de un horno chino casero tradicional y se hornean durante aproximadamente 15 minutos.